# Augustyn Mednis
Augustyn Mednis (ur. 11 stycznia 1932 w Ošulejas, zm. 10 marca 2007 w Łucku) – duchowny rzymskokatolicki, Kurlandczyk, znawca i miłośnik polskiej kultury duchowej.

## Życiorys

### Wczesne życie
Urodził się w rodzinie protestanckiej. Jego matka zmarła przy porodzie. Nowo narodzony Augustyn został oddany pod opiekę katolickiemu małżeństwu, którego przyjął nazwisko i wyznanie.
Szkołę średnią ukończył 22 czerwca 1951 roku. Następnie podjął studia na Wydziale Filologii Bałtyckiej w Instytucie Pedagogicznym w Rydze, ale po roku je zakończył. W 1952 roku wstąpił do Seminarium Duchownego w Rydze. W 1954 roku został zmuszony do podjęcia rocznej służby wojskowej – skierowano go do Azerbejdżanu, do Baku.
Święcenia kapłańskie przyjął 29 lipca 1958 roku bpa Pēterisa Strodsa w katedrze św. Jakuba w Rydze.

### Kapłaństwo
Należał do grona księży, którzy z Łotwy przybyli do pracy na terenie Ukraińskiej SRR. Pracował w archidiecezji lwowskiej: był wikariuszem w Samborze (od 1969 roku), a następnie proboszczem w Stryju, Szczercu i Żydaczowie do 1991 roku. W latach 1991–1999 był proboszczem w Chodorowie i dziekanem stryjskim.
W diecezji łuckiej pracował od 1 września 1999 roku. Został wikariuszem generalnym diecezji łuckiej oraz Kanonikiem Gremialnym Kapituły Metropolitalnej Lwowskiej. Został również Kanonikiem Honorowym Kapituły Katedralnej w Łucku.
Pełnił funkcję Kustosza Muzeum Diecezjalnego w Łucku (od 1 października 2004 roku). Rezydował w Torczynie.
Spieszył z pomocą dla studentów Koła Naukowego Studentów Historii Sztuki Uniwersytetu Jagiellońskiego w Krakowie, którzy pod kierunkiem dra Andrzeja Betleja przeprowadzali inwentaryzację sakralnych obiektów zabytkowych na terenie archidiecezji lwowskiej i diecezji łuckiej.